# Rhyacophila arnaudi
Rhyacophila arnaudi là một loài Trichoptera trong họ Rhyacophilidae. Chúng phân bố ở miền Tân bắc.